# “牛郎星”设计局
“牛郎星”海洋无线电电子学研究所是苏联与俄罗斯联邦从事舰对空导弹系统与舰载雷达研发的设计局。

## 历史
1933年成立“全苏遥控机械学与通信研究所”，为红海军开发武器系统。1940年为小型舰艇开发雷达成功获得列宁奖金。  
1984年因成功研制里夫、施基利、克里诺克防空反导导弹系统而第二次获得列宁奖金。
2010年成为金刚石中央设计局下属科研中心。

## 产品
- S-300F： 北约命名为 SA-N-6 “嘟囔”（Grumble）
- 3S90：“山毛榉”导弹系统的海军舰载防空系统。
  - 3S90/M-22：使用9M38/9M38M1弹体的9K37“山毛榉”导弹系统的海军舰载改型。俄方称“飓风”（俄语：Ураган），射程32KM。北约命名为SA-N-7“牛虻”（Gadfly）。
  - 3S90：使用9M317弹体的9K37M1导弹系统的海军舰载改型。俄方称“刺猬”（俄文：Ёж）。北约命名为SA-N-7B/SA-N-12 “灰熊”（Grizzly）
  - 3S90“施基利/无风”：使用9M317E弹体的9K37M1-2导弹系统的海军舰载改型。俄方称“无风”/音译“施基利”（俄语：Штиль）。北约命名为SA-N-7C “咕噜”（Gollum）
  - 3S90E.1 “施基利-1/无风-1”：使用9M317ME弹体的出口型号系统。俄方称“无风-1”/音译“施基利-1”。
- 3K95：海军型道尔导弹系统。俄军称“匕首”（俄语：Кинжал）。出口型号俄方称“利刃”/音译“克里诺克”（俄语：Клинок）。北约代号SA-N-9 “臂铠”（Gauntlet）。装备于库兹涅佐夫号航空母舰、基洛夫级巡洋舰、无畏级驱逐舰和不惧级护卫舰，用于抗击从舰队区域防空体系打击下漏网的敌空中目标。可同时制导4枚导弹，舰载搜索雷达探测范围45公里。采用8联装转轮垂直发射系统阵列。
- 3M-47“弯曲”防空系统：舰载近程防空武器，射程6千米。使用与“针”式防空导弹系统相同的发射模块。“弯曲”系统的总重量为1.3吨。使用配备被动光学导引头的“针-S”或“针”式导弹，可采用依次发射(最多8枚)或齐射(两枚)的方式对同一目标实施攻击。该系统对飞机类目标的探测距离为12-15千米。系统反应时间少于8秒钟。从“关闭”状态转换为战斗状态的时间不超过3分钟。[3]
- Podzagolovok-23避撞系统[4]